# Rio das Cinzas
Rio das Cinzas är ett vattendrag i Brasilien.   Det ligger i delstaten Paraná, i den södra delen av landet, 800 km söder om huvudstaden Brasília.
Trakten runt Rio das Cinzas består till största delen av jordbruksmark. Runt Rio das Cinzas är det glesbefolkat, med 12 invånare per kvadratkilometer.